# 동부주 (스리랑카)

동부 주

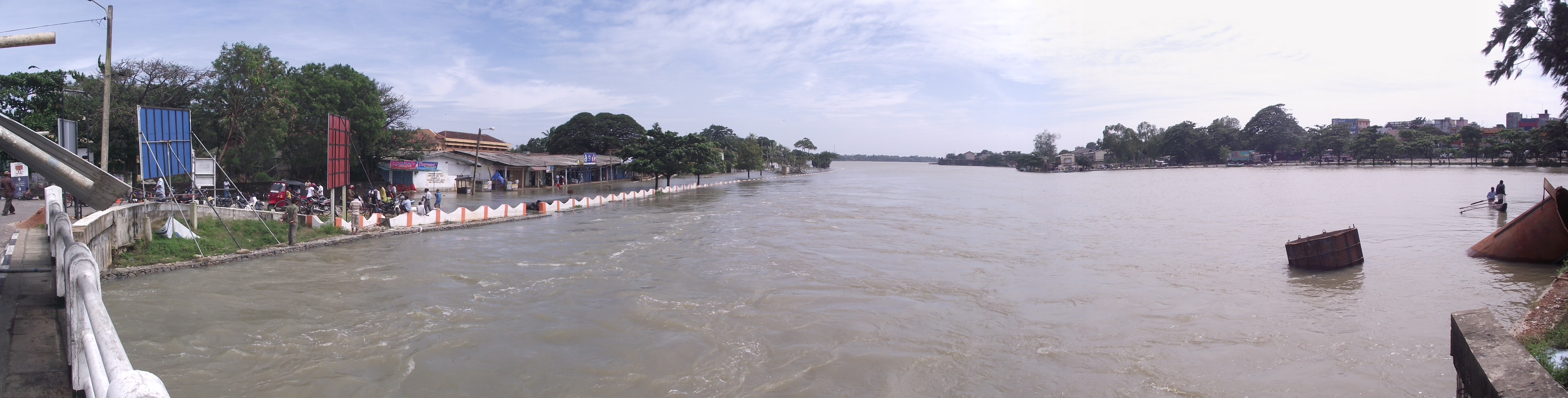
2011년 바티칼로아 지역 홍수

동부주(싱할라어: නැගෙනහිර පළාත, 타밀어: கிழக்கு மாகாணம்)는 스리랑카 동부에 위치한 주로 주도는 트링코말리이며 면적은 9,996km2, 인구는 1,460,939명(2007년 기준)이다.
동부 주는 1988년부터 2006년까지 북부 주와 함께 북동부 주를 구성했지만 2007년 다시 동부 주로 분리되었다. 3개 구(암파라 구, 바티칼로아 구, 트링코말리 구)를 관할한다.

## 같이 보기
- 스리랑카의 주
- 스리랑카의 구